# Tiburzio Vergelli
Tiburzio Vergelli (1551 Camerino – 1609 Recanati) byl italský sochař a kovolijec.

## Život a kariéra

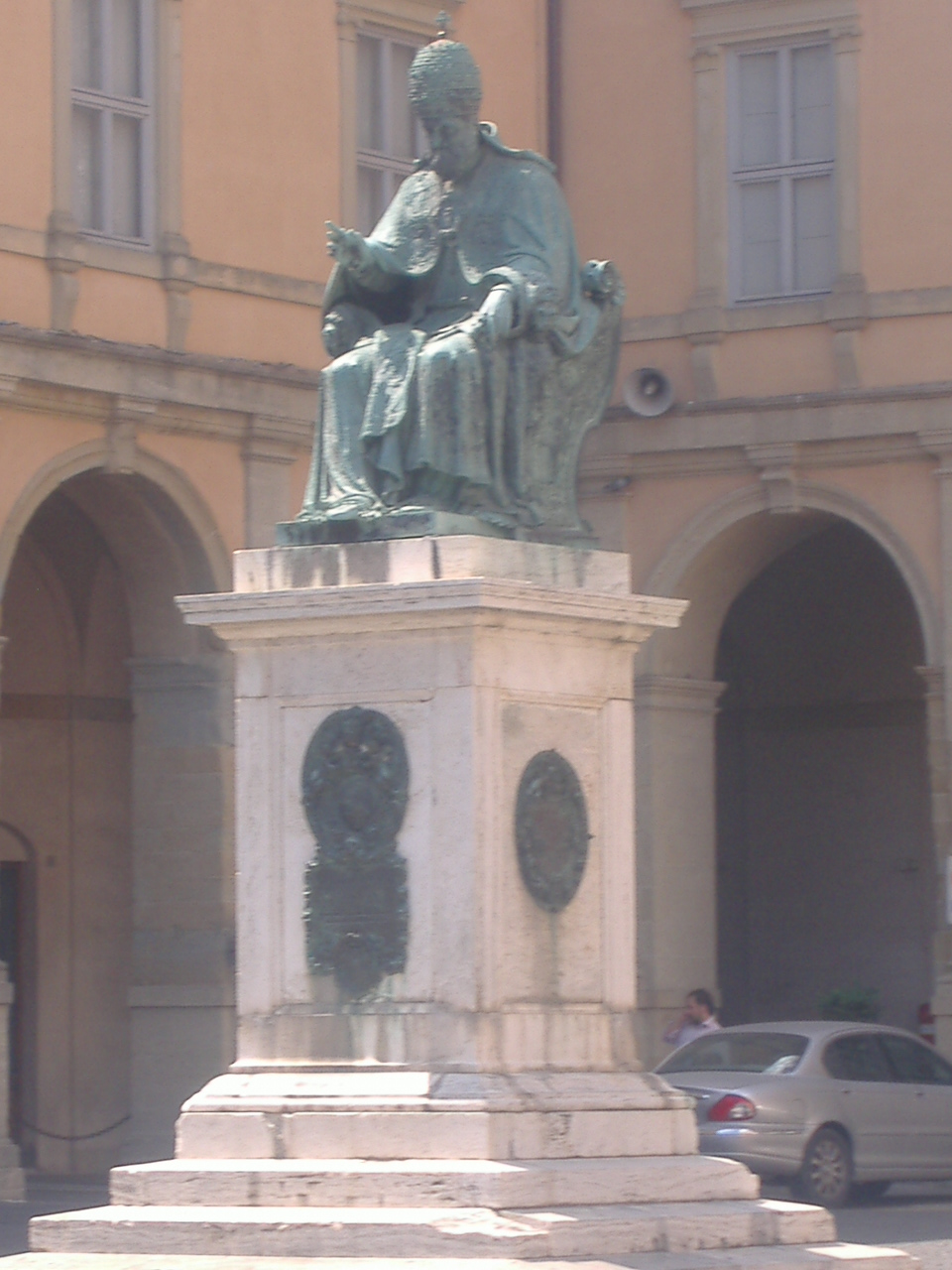
Socha Sixta V. v Camerinu

Vyučil se u Antonia Calcagniho v Recanati. Jeho prvním samostatným dílem byla socha papeže Sixta V. v rodném městě, Camerinu. Při zakázce na bazilice v Loretu (1585 - 1587) pracoval vedle svého mistra a sochařů Sebastiana Sebastiani a Giovana Vitaliho.

## Dílo
- Sixtus V. (1587), Camerino
- severní portál baziliky (1598), Loreto
- křtitelnice (1608), bazilika v Loretu